# Elmer Fudd
Elmer J. Fudd ist eine Zeichentrickfigur, die aus den Reihen Merrie Melodies und Looney Tunes bekannt ist. Fudds Lebensinhalt ist es, den Hasen Bugs Bunny zu jagen. Dies gelingt ihm jedoch nie, stattdessen verletzt er sich bei seinen Jagdversuchen häufig selbst. Elmer Fudd entwickelte sich aus der Zeichentrickfigur „Egghead“, die 1937 von Tex Avery erfunden wurde. Unter der Regie von Chuck Jones wurde Elmer Fudd zu einem der bekanntesten Antagonisten von Bugs Bunny.

## Geschichte
Für den 1937 veröffentlichten Merrie-Melodies-Cartoon Egghead Rides Again schuf Tex Avery mit Egghead eine neue Figur, die als Einfaltspinsel mit einer übergroßen Nase auftrat. Obwohl die Merrie-Melodies-Reihe für One-Shot-Figuren vorgesehen war, trat Egghead in nur leicht abgewandelter Form als „Held“ in der Rotkäppchen-Parodie Little Red Walking Hood auf. Anfang 1938 paarte Avery Egghead mit dem ebenfalls im Vorjahr kreierten Daffy Duck.
In dem Cartoon A Feud There Was erhielt Egghead erstmals einen Namen, er trat als „Elmer Fudd – Friedensstifter“ auf. Obwohl in späteren Folgen der Merrie Melodies Egghead weiterhin auftrat, wurde er immer als Prototyp des Elmer Fudd bezeichnet. So bezeichnete die Presseabteilung von Warner Bros. Elmer als „Eggheads Bruder“ in dem Cartoon Cinderella Meets Fella.
1940 übernahm Chuck Jones die Figur und gestaltete sie neu mit einer weniger knolligen Nase und einem neuen Kinn. Die wichtigste Neuerung war Elmers neue Stimme, die von dem Radiokomiker Arthur Q. Bryan gesprochen wurde. Der neue Elmer war erstmals in Elmer’s Candid Camera zu sehen, wo er an einen Vorläufer des Hasen Bugs Bunny geriet. Auch Avery übernahm den neugestalteten Elmer in A Wild Hare und gab Bugs Bunny dabei das heute bekannte Aussehen. Unter Robert McKimson und Friz Freleng veränderte Elmer Fudd 1941 erneut sein Aussehen, Elmer erschien als eine stark übergewichtige Person. Bereits ein Jahr später kehrte man aber zu dem weniger korpulenten Elmer Fudd von Chuck Jones zurück.
Vor allem die Filme von Chuck Jones machten Elmer Fudd zu einer der beliebtesten Figuren der Looney Tunes und Merrie Melodies. So wurde der Kurzfilm What’s Opera, Doc? von 1957 in einer Umfrage unter mehr als 1000 Animationskünstlern als der beste Cartoon ausgezeichnet.
Auch nach Ende der Kinoproduktionen blieb Elmer Fudd eine häufig verwendete Figur in den verschiedenen Looney-Tunes-Fernsehserien. In Tiny Toon Abenteuer bekommt Fudd mit Elmyra Duff, eine seiner Schülerinnen auf der ACME-Looniversity, eine Verehrerin. Auch in den Spielfilmen Space Jam und Looney Tunes: Back in Action hat Elmer Fudd Gastauftritte.
In der jüngeren Zeit wird Elmer Fudd immer wieder außerhalb des Looney-Tunes-Universums karikiert. Er kommt in den amerikanischen Cartoonsendungen Drawn Together und Family Guy (in der er Bugs Bunny schließlich erlegt) in einer Episode vor. Die Spielfilme 8 Mile und Shoot ’Em Up enthalten Anspielungen auf den Cartooncharakter.

## Auftreten
Elmer tritt am häufigsten als glückloser Großwildjäger auf. Er ist mit einer doppelläufigen Schrotflinte bewaffnet und kriecht durch die Wälder, um Hasen oder Enten zu schießen, wobei er regelmäßig auf Bugs Bunny oder Daffy Duck trifft. Seine bekannteste Phrase auf Englisch lautet „Shhhhhhhh, be vewy vewy quiet; I'm hunting wabbits, hehehehehe“. Von 1951 bis 1953 schuf Chuck Jones die Hunting Trilogy, in denen sich Elmer gleichzeitig mit Bugs Bunny und Daffy Duck auseinandersetzen musste. Die Konfrontation führt zur Frage, welche Jagdsaison gerade sei („Duck Season“ – „Rabbit Season“).
In einigen Filmen von Friz Freleng treffen Elmer Fudd und der Kater Sylvester aufeinander, so wird in dem Cartoon Back Alley Oproar von 1948 Elmers Nachtruhe durch die Sangeskünste Sylvesters gestört. In anderen Episoden wird er als wohlhabender Industrieller mit einem riesigen Penthouse gezeigt. Daneben tritt Elmer Fudd in weiteren ungewöhnlichen Rollen in Erscheinung. In The Stupid Cupid von 1944 spielt er den Liebesgott Amor, in Beanstalk Bunny von 1955 tritt er als der Riese aus dem Märchen Hans und die Bohnenranke auf und in der Fantasia-Parodie A Corny Concerto von 1943 ist Elmer Fudd der Erzähler und persifliert damit Deems Taylor.

## Sprecher
Bevor Arthur Q. Bryan Elmer Fudd seine charakteristische Stimme verlieh, wurde Egghead in den frühen Filmen von Mel Blanc und Danny Webb gesprochen. Seit 1940 sprach Bryan ausschließlich Elmer Fudd. Da sich nach Bryans Tod im Jahr 1959 kein geeigneter Nachfolger fand, wurde die Figur wenig später aufgegeben. In den 1970er und 1980er Jahren übernahm Mel Blanc auch diese Rolle. Als Blanc 1989 starb, übernahm Billy West dessen Arbeit und leiht seit 1991 Elmer Fudd seine Stimme. Weiter wurde er bei einigen wenigen Episoden von den Synchronsprechern Hal Smith, Daws Butler, Jeff Bergman oder Tom Kenny gesprochen. In der deutschen Synchronisation lieh der Österreicher Kurt Zips Elmer Fudd seine Stimme. Ab 1996 und bis zu seinem Tod wurde Elmer Fudd von dem deutschen Synchronsprecher Hans-Jürgen Wolf gesprochen.